# Weißenhäuser Brök

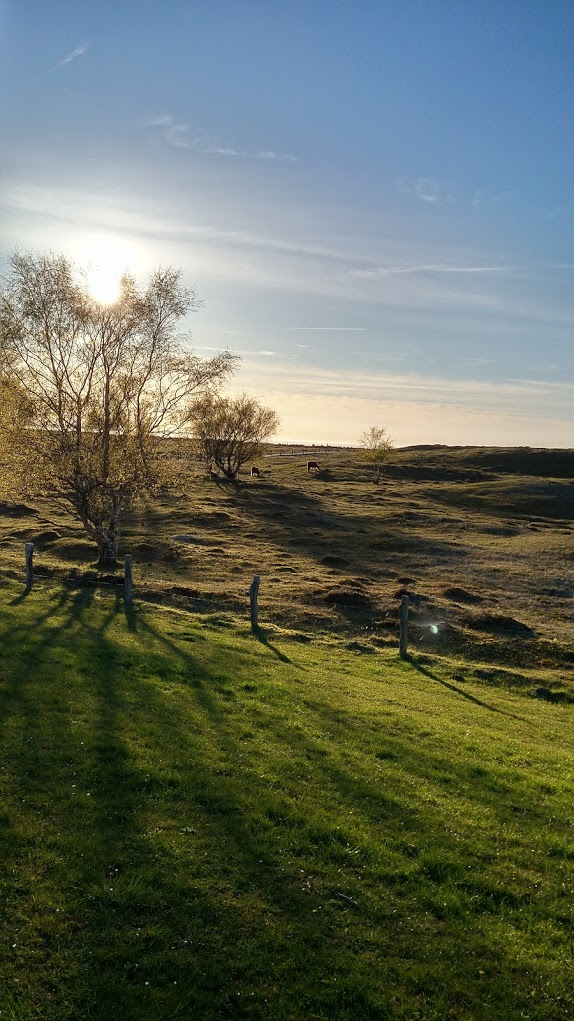
Abendlicher Blick zur Ostsee

Die Weißenhäuser Brök ist ein Naturschutzgebiet in der schleswig-holsteinischen Gemeinde Wangels im Kreis Ostholstein.
Das rund 57 Hektar große Naturschutzgebiet ist mit der Nummer 42 in das Verzeichnis der Naturschutzgebiete des Ministeriums für Landwirtschaft, Umwelt und ländliche Räume des Landes Schleswig-Holstein eingetragen. Es wurde 1942 ausgewiesen. Das Naturschutzgebiet ist Bestandteil des FFH-Gebietes „Strandseen der Hohwachter Bucht“. Zuständige untere Naturschutzbehörde ist der Kreis Ostholstein.
Das Naturschutzgebiet liegt nordwestlich von Oldenburg in Holstein. Es stellt eine Dünenlandschaft im Südosten der Hohwachter Bucht und einen Teil des vorgelagerten Strandes unter Schutz. Das Gebiet wird von überwiegend vergrasten und mit Heide bestandenen Dünen geprägt. An einigen Stellen stocken Gebüsche. Der Oldenburger Graben entwässert durch das Naturschutzgebiet in die Hohwachter Bucht.
Die Dünen bieten einer artenreichen Pflanzen- und Tierwelt einen Lebensraum. Pflanzen und Tiere sind oft besonders trockenheits- und wärmeliebend. So sind hier zahlreiche Farn- und Blütenpflanzen nachgewiesen, darunter Stranddistel, Stängellose Kratzdistel, Färber-Ginster, Zittergras, Heidenelke, Besenheide, Kleine Wiesenraute und Großer Knorpellattich. An den Spülsäumen wachsen auch salzliebende und salztolerante Pflanzen wie Meersenf, Salzkraut, Salzmiere und Meerkohl. Das Naturschutzgebiet hat eine besondere Bedeutung für wirbellose Tiere wie Käfer, Wildbienen, Grabwespen, Spinnen und Heuschrecken.
Teile des Naturschutzgebietes werden mit Schottischen Hochlandrindern beweidet.
Nach Süden grenzt der Landesschutzdeich an das Naturschutzgebiet bzw. durchzieht dieses. Der Bereich zwischen dem Naturschutzgebiet und dem etwas südlich liegenden Naturschutzgebiet „Wesseker See“ wird touristisch genutzt. Hier befinden sich ein Campingplatz und der Ferien- und Freizeitpark Weissenhäuser Strand. Durch die Dünenlandschaft verlaufen mehrere Wege zum Strand.
Das Gebiet wird von der Arbeitsgemeinschaft Geobotanik in Schleswig-Holstein und Hamburg betreut.

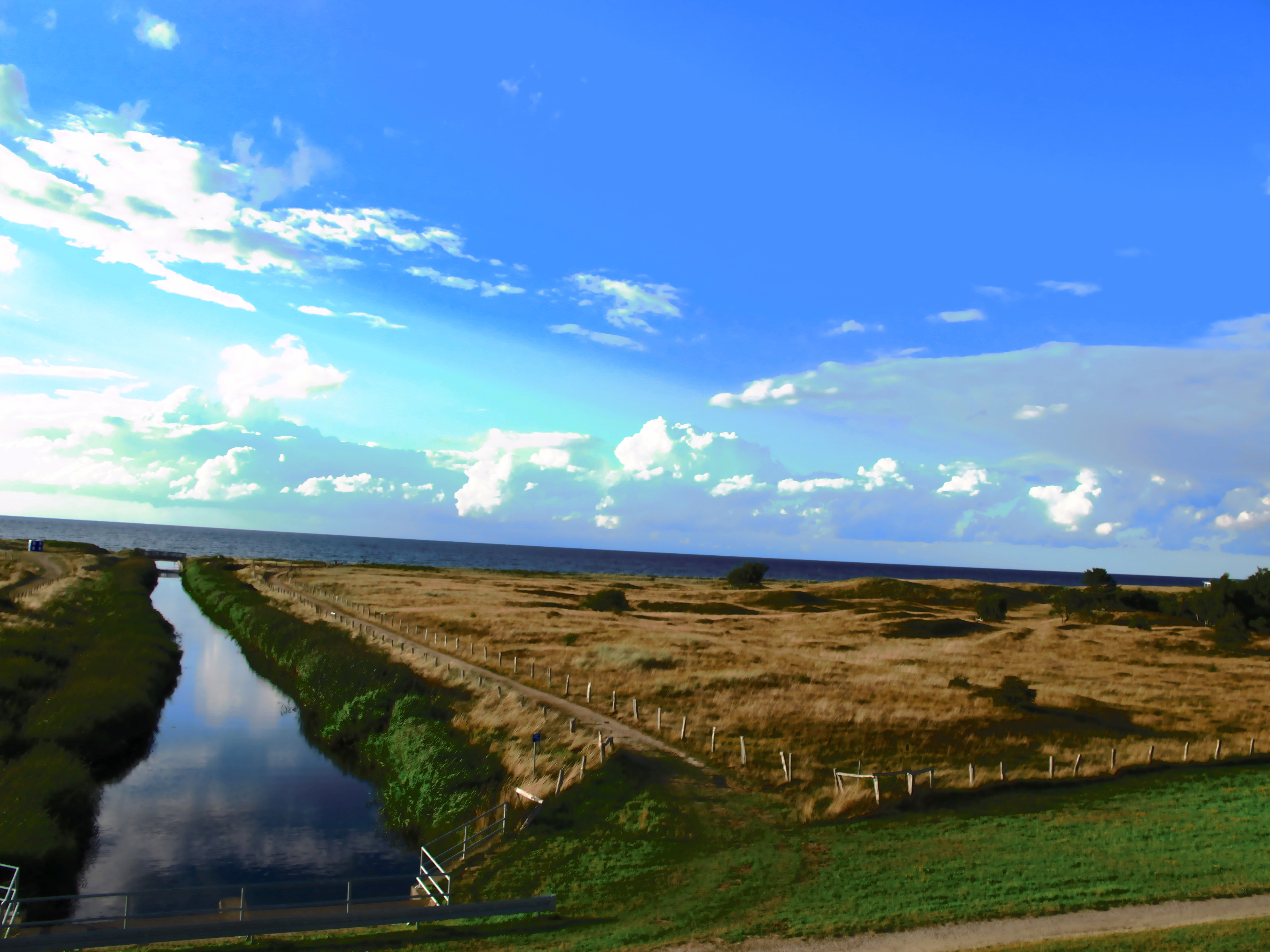
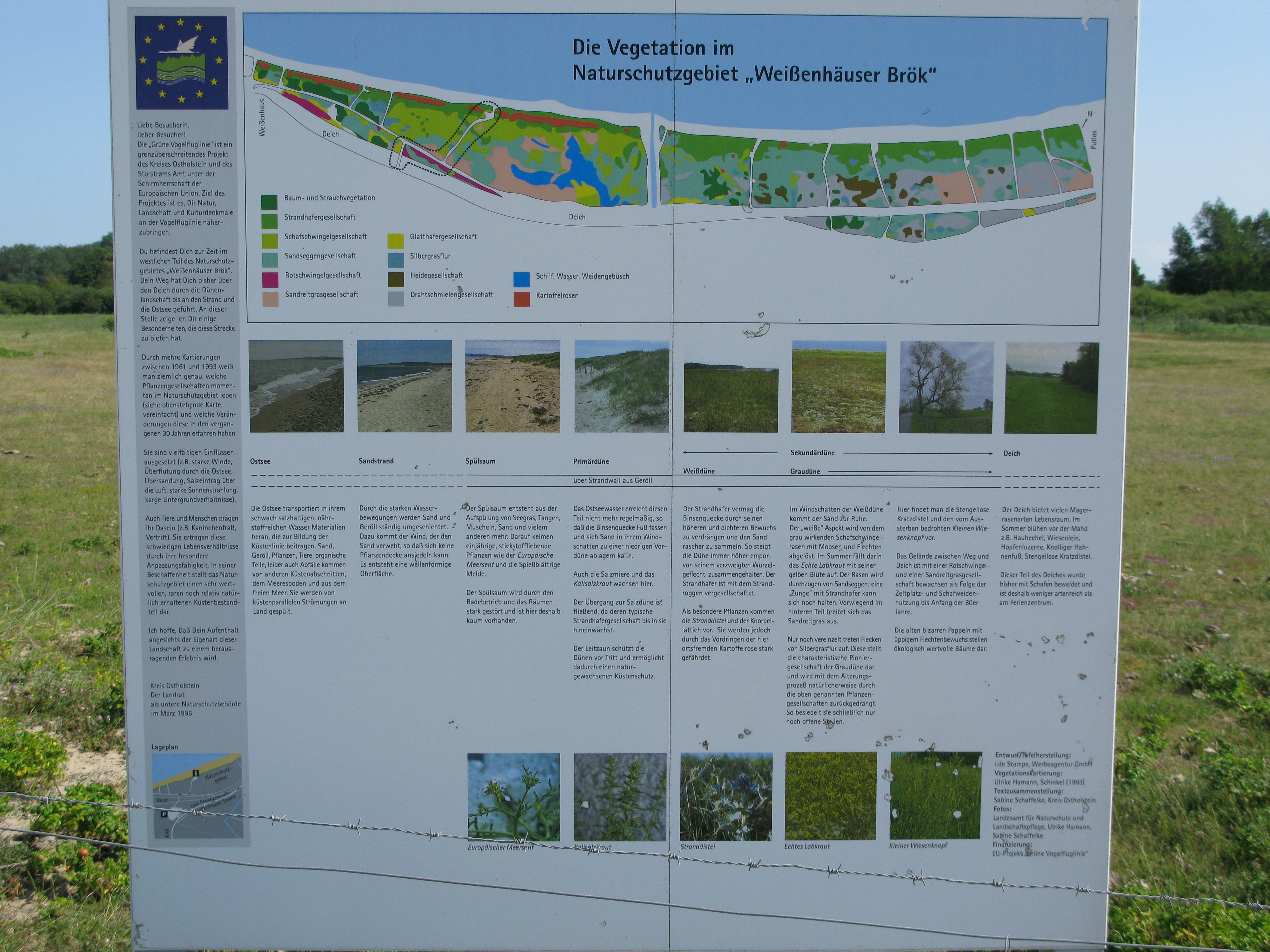
Infotafel
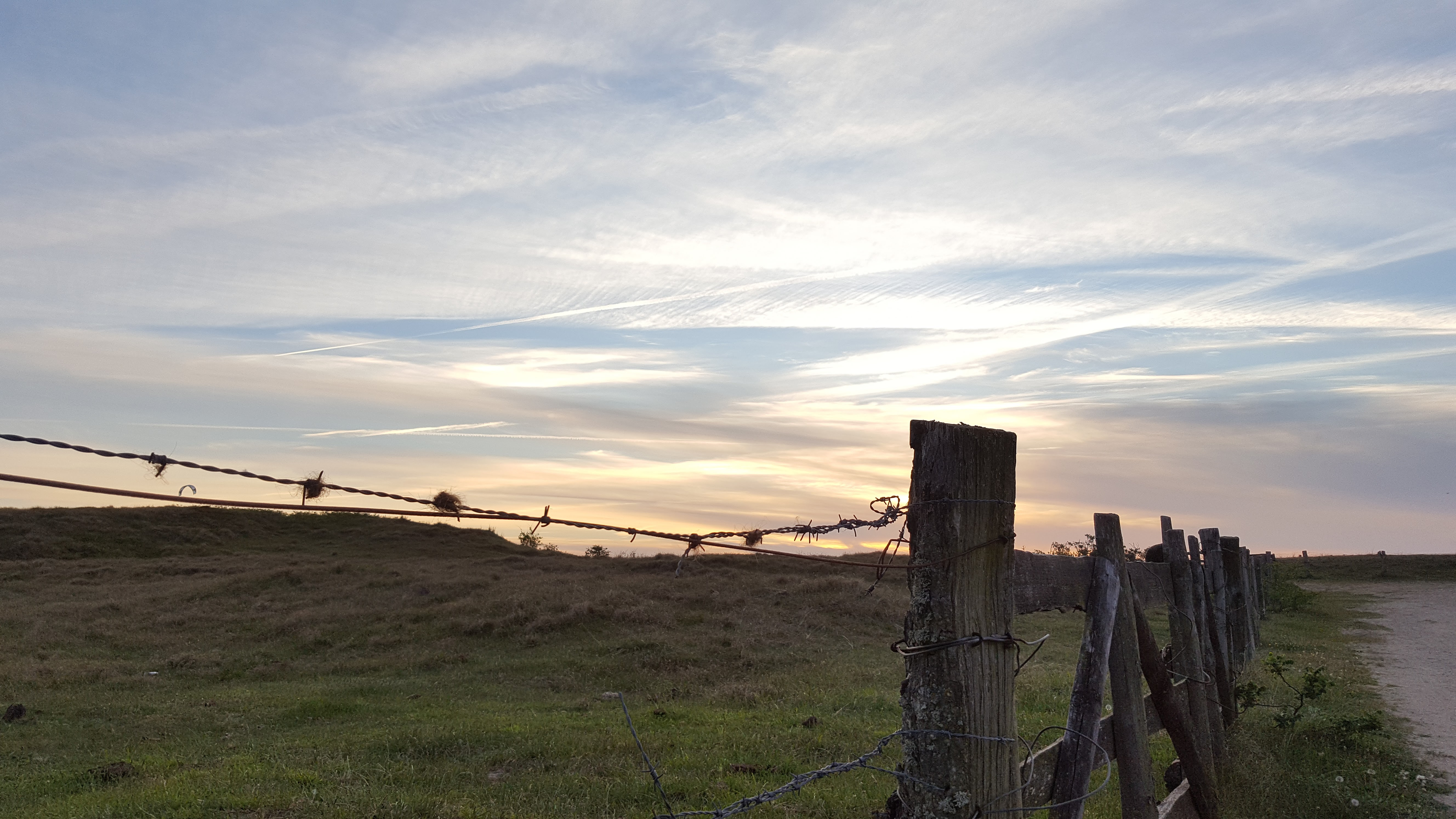
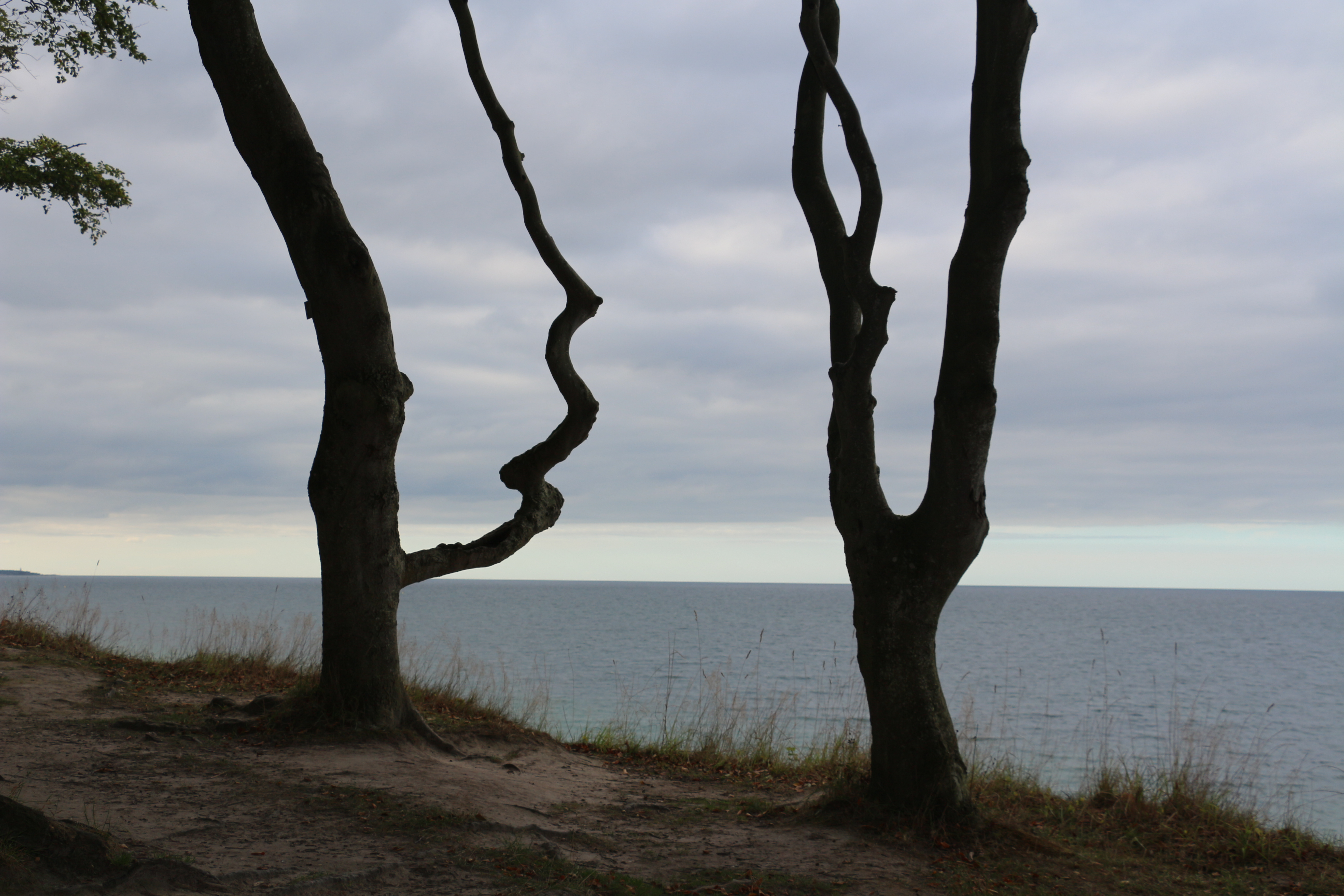
Steilufer